# Shopping and Fucking
Shopping and Fucking je divadelní hra anglického dramatika Marka Ravenhilla z roku 1996. Jedná se o autorovu první celovečerní hru. Pomocí motivu sexuálního násilí Ravenhill ve hře ukazuje, co je možné ve světě, ve kterém konzumerismus přebil všechny morální hodnoty, přičemž v západním světě se vše včetně sexu, násilí či užívání drog považuje za pouhé obchodní transakce.